# La baronessa dell'Olivento
La baronessa dell'Olivento è un romanzo del 1990 dell'autore italiano Raffaele Nigro.
L'opera ha vinto il Premio Nazionale Rhegium Julii e il Premio Carlo Levi.

## Trama
Stanislao e Vlaika Brentano sono i due figli di Alessio Brentano, un cantastorie albanese che si accompagna con la gusla, e di Polesella Albino, una napoletana di nobile famiglia rapita dai pirati turchi, venduta come schiava e poi riscattata dall'uomo che sarebbe diventato suo marito. Stanislao è un giovane curioso, con talento per il disegno e interesse per tutti i lavori, anche manuali, che richiedono un minimo d'ingegno. Vlaika, la narratrice della storia, è nata con gravi menomazioni agli arti che le impediscono di camminare e lavorare, ma con un viso incantevole. La coppia avrebbe avuto anche un altro figlio, morto nel grembo materno: Vlaika, che ha doti di sensitiva, entra spesso in contatto col suo spirito disincarnato (chiamato "Senzanome") e con quello di Omar ibn Ibrahim, un altro fantasma con cui Senzanome si accompagna.
Dopo la morte di Alessio e Polesella, circondati nei boschi presso Scutari da un incendio dal quale i figli riescono a salvarsi, Stanislao si mette al servizio di Giorgio Castriota Scanderbeg, il principe albanese che guida la lotta di resistenza contro i turchi. 
Mentre assedia la fortezza di Cruia, dov'è asserragliato Scanderbeg, il comandante ottomano Murad Han
viene a sapere che il napoletano Elisio Bisanzio Pappacena ha con sé una macchina che potrebbe avere l'effetto di distogliere i musulmani dalla loro religione e dalla guerra santa (si tratta in realtà della prima macchina a caratteri mobili portata in Italia dalla Germania) e manda dei sicari per eliminarlo. Scanderbeg incarica allora Stanislao di andare a Napoli per avvertirlo del pericolo.
Il giovane Brentano si mette in viaggio, con la sorella in una cesta fabbricata da lui, e attraversa la Schiavonia, la Repubblica di Venezia e lo Stato Pontificio, prima di entrare nel Regno di Napoli percorso dalle tensioni di chi appoggia il nuovo potere aragonese e chi rimpiange quello angioino. Giunti nella capitale, sono accolti in dal nonno don Benedetto Maria Albino, un umanista che li affida, per curare la loro istruzione, a Pietro Fontanelli, seguace delle teorie di Pomponaccio e per questo visto con sospetto dall'Inquisizione. Pare però che nessuno sappia della macchina meravigliosa di don Pappacena.
La comparsa di Stanislao e Vlaika è vista con dispetto dal loro cugino don Pinotto Petillo Albino, figlio di una sorella di Polesella, che teme di dover dividere con loro l'eredità del nonno. Questi, resosi conto degli screzi tra i cugini, tanto più che Stanislao ha sedotto donna Tebalda del Vasto, promessa sposa di Pinotto, decide di destinare ai nipoti Brentano la gestione del feudo di Castel Lagopesole, per allontanarli da Pinotto. Qui i due fratelli si trasferiscono con Fontanelli dopo la morte del nonno.
A Castel Lagopesole Vlaika si rivela un'ottima ed economa amministratrice durante le numerose assenze del fratello, che è stato incaricato di supervisionare alla costruzione di torri d'avvistamento lungo la costa di Barletta, e tiene testa a padre Manilio, il cappellano che si atteggia a padrone del luogo. Un giorno Stanislao torna accompagnato da don Giannantonio Petrucci detto Antonello, un giovane nobile napoletano versato nelle lettere, che s'innamora all'istante di Vlaika, nonostante la sua menomazione. La donna ne è lusingata, ma ritiene che un loro rapporto non sia possibile; ha comunque con lui uno scambio epistolare in cui lo tiene sulle corde e continua anche dopo il matrimonio di Antonello. È ospite al castello anche l'umanista Giovanni Pontano, già incontrato dai Brentano durante il loro viaggio verso Napoli dall'Albania, che dice di aver visto a Venezia la macchina di Pappacena ma di non esserne rimasto entusiasta perché, a suo dire, toglierebbe l'anima ai libri.
Nel 1459 i baroni si rivoltano apertamente contro gli Aragonesi, mentre Stanislao è sulla costa. Le loro armate passano a poca distanza da Castel Lagopesole, dove Vlaika decide di tenere un atteggiamento di neutralità. Prolungandosi però l'assenza del fratello, decide di andargli incontro con una piccola scorta. Viene accolta al campo dei baroni, dai quali viene chiamata "baronessa dell'Olivento", dal nome di un torrente che attraversa il suo territorio, ma non aderisce alla loro causa. Durante il viaggio di ritorno viene catturata dalla banda di briganti di Marino Jonata, che la tiene per diversi giorni prigioniera in una grotta per chiedere un riscatto; viene poi liberata grazie ai soldati dei baroni che ne fanno strage. Di ritorno al castello, vi trova un nuovo ospite: si tratta del ragazzo Fulcone, figlio primogenito di Stanislao e Tebalda. Egli mostra una grande precocità e interesse per l'amministrazione del suo futuro patrimonio. Stanislao conduce a Lagopesole anche Tebalda per farne legalmente la propria moglie; Pinotto, presente per l'occasione, offende il cugino e cerca di farlo mordere da una vipera, ma nella colluttazione questa sorte tocca a lui, che muore avvelenato.
Stanislao e Tebalda generano poi una coppia di gemelli: Gregorio Maria, che cresce interessandosi soprattutto ai libri e alle arti, e Tertulliano, patito dell'esercizio fisico e della scherma, mentre Fulcone s'immischia sempre più nel governo del castello. Stanislao, dal canto suo, nel 1468 patrocina la pubblicazione a stampa di un'opera di Flacco, tradotta in volgare da Fontanelli, finito intanto nelle grinfie dell'Inquisizione. Una copia viene donata anche a Scanderbeg, col quale Stanislao è rimasto in contatto per mezzo di piccioni viaggiatori, e che, in difficoltà contro i Turchi, si è riconosciuto vassallo del re di Napoli. Poco dopo Stanislao muore di peste, lasciando Castel Lagopesole a Fulcone, che si sposa con donna Coletta Nuria, di famiglia spagnola stabilitasi a Napoli: il matrimonio viene celebrato in gran pompa. Nelle campagne lucane vengono collocati molti profughi albanesi che hanno abbandonato il loro paese sotto la pressione ottomana.
Si prepara intanto la campagna d'Italia di Carlo VIII, che ha mire sul Regno di Napoli. Per i baroni è una nuova occasione di ribellarsi agli Aragonesi. Gregorio Maria rifiuta di aderire ad una parte e si fa latitante; rimane l'erede del castello dopo che entrambi i suoi fratelli sono uccisi in combattimento, e decide di farne un luogo di studio e di ricerche, con l'aiuto dell'anziano precettore Fontanelli che è stato rilasciato. Il suo sogno però dura poco perché, inviso al viceré per la sua scelta neutrale, viene esiliato: si stabilisce a Siviglia in casa Nuria in attesa di partecipare alle spedizioni che si apprestano a partire per le Indie. Vlaika viene riconosciuta come nuova amministratrice di Lagopesole, ma i suoi poteri vengono drasticamente ridotti dopo che ai feudatari è tolto il potere di battere moneta e di amministrare la giustizia.
Una sera Vlaika, ormai donna anziana, riceve la visita di un arcangelo che la esorta a venire con lui abbandonando le sue spoglie mortali. Vlaika lo prega di concederle il tempo di narrare la sua storia, di cui l'arcangelo si fa scrivano; poi, divenuta creatura eterea, incontra nuovamente lo spirito di Omar (che si rivela essere il poeta Omar Khayyâm).

## Critica
La storia è narrata in prima persona da Vlaika, con un'intonazione evocativa e lirica che spesso vira verso un tono epico. Stanislao diventa il simbolo dell'unione di due culture, quella del cristianesimo orientale professato dai popoli slavi e albanesi della Penisola Balcanica, cresciuto sotto l'egida dell'Impero Bizantino morente, e della nuova cultura umanistica che si tra sviluppando nell'Europa occidentale, in contrapposizione alla barbarie di cui sono espressione i Turchi. Vlaika, dal canto suo, rappresenta una certa coscienza aristocratica venata di malinconia e ironia, con la quale cerca di supplire alle menomazioni del corpo.
Il registro linguistico è molto ricercato: lessico dotto si unisce a inflessioni regionali. Il libro si pone nella tradizione letteraria che fa capo a Lo cunto de li cunti di Giambattista Basile e ai poemi cavallereschi ariosteschi. Rispetto alle altre opere di Nigro, in particolare a I fuochi del Basento, si nota una continuità di tematiche, con "un solido realismo proiettato in un orizzonte magico-fiabesco", anche se in una diversa ambientazione storica.

## Edizioni
- Raffaele Nigro, La baronessa dell'Olivento, collana Fantasia & Memoria, Milano, Camunia, 1990.
- Raffaele Nigro, La baronessa dell'Olivento, Milano, Club degli Editori, 1990.
- Raffaele Nigro, La baronessa dell'Olivento, collana BUR, n. 810, Milano, Rizzoli, 1992, ISBN 88-17-13810-X.
- Raffaele Nigro, La baronessa dell'Olivento, collana Giunti compact, Firenze, Giunti, 1999, ISBN 88-09-01273-9.